# 日蝕遊戲
《日蝕遊戲》，2021年台灣電視電影，由藍葦華、楚宣、雷洪、梁佑南、李之勤、袁艾菲、張銘、葉華主演。民視第一台於2021年4月23日首播。民視無線台於2021年5月23日播出。

## 播出時間

### 首播
| 頻道       | 播映日期                     | 播出時間      | 所在地 |
| ---------- | ---------------------------- | ------------- | ------ |
| 民視第一台 | 2021年4月23日至2021年4月25日 | 22:00 - 23:30 | 臺灣   |
| 民視無線台 | 2021年5月23日至2021年6月6日  | 22:00 - 23:30 | 臺灣   |

## 故事大綱
當代台灣社會資本遊戲所導致的貧富差距，人們在其中被物化、工具化，而這同時也是全球性的焦點議題。
另一方面，是女性在父權與資本的雙重壓迫底下，宛如蜉蝣般的宿命，女性成為失去自主權的個體，任人宰割，她們擁有的自由只能是他人規定的自由。而人們淪入深淵，就像日蝕逐漸遮蔽陽光......

## 演員陣容

### 主要角色
| 演員   | 角色   | 介紹 |
| 藍葦華 | 劉建昇 | 霖康集團財務長 曾月鳳之子 林芝祺之夫 劉可昀，劉可軒之父 梁予華之情夫 经典口头禅：‘以后我的上司只有三個人，董事长，总经理跟副总经理，你说厲不厉害。’ 因为林芝祺辭職回歸家庭，他才会升職。 在林芝祺背后拥有婚外情（其实林芝祺早就知道了，只是没被拆穿真相罢了）                                             |
| 楚宣   | 林芝祺 | 貴婦 劉建昇之妻 曾月鳳之媳婦 劉可昀、劉可軒之母 经典口头禅：‘从今以后， 我不管做什么，都不是因为你，是为了这个家。’ 因為丈夫劉建昇升職而被迫辭職回歸家庭 得知刘建昇偷腥，使她戴绿帽。 因为刘建昇工作的关系，没拆穿她婚外情的真相 得知刘建昇想把她当成交易的筹码. 对何沛容彼此伸出援手，也是人性的最後救贖 |
| 袁艾菲 | 何沛容 | 貴婦 吳凱文之前女友 李宗暉之妻，与林芝祺彼此伸出援手，也是人性的最後救贖 |

### 劉家
- 吳佳珊 飾 曾月鳳
- 睦　媄 飾 劉可昀
- 駱炫銘 飾 劉可軒(Jimmy)

### 吳家、徐家
- 雷　洪 飾 吳慶銘
- 梁佑南 飾 沈芳瑩
- 張銘 飾 徐文彬
- 李之勤 飾 吳佳琳
- 陳彥嘉 飾 吳凱文(Kevin)

### 王家
- 余政鴻 飾 王耀陽
- 葉　華 飾 梁予華
- 蔡承翰 飾 王宇哲

### 李家
- 蔡力允 飾 李宗暉

### 黃家
- 洪　毛 飾 黃世鑫
- 顧子歆 飾 江　瑤
- 方　琦 飾 黃妍蓁

### 其他角色
- 溫心舞 飾 Issa
- 吳鈺萱 飾 珊　珊
- 蔡天嘉 飾 大　偉
- 胡鴻達 飾 彭冠彰
- 賴芊合 飾 邱心慈
- 簡學彬 飾 阿　和
- 李世章 飾 陳佑良

### 特別客串
- 蔡阿炮 飾 局　長
- 黃新高 飾 檢察官
- 侯欣言 飾 門　戶
- 李英宏 飾 簡立委

## 製作團隊
- 導演：張智昇
- 副導演：黃怡霖
- 總製作人：黃志翔
- 監製：陳漢璋、黃軒蕙
- 製作人：陳正修、彭盛青
- 編劇：方靜儀、黃志翔、黃新高、張智昇、黃紀凡、吳霞
- 統籌：李宗穎
- 外聯執行：陳勝易
- 現場執行：李世章
- 製片助理：詹馥瑜、林秭瑜、夏傑宇、鄭培維、葉庭君
- 排表副導：黃紀凡
- 助導：喬湘
- 場記：歐嘉益
- 攝影師：江靜明
- 攝影大助：聖賢
- 攝影助理：智雙、劉偉吉
- 攝影器材：悅影文創娛樂股份有限公司
- 燈光師：陳駿銘
- 燈光助理：柯志錥、許筑鈞
- 錄音師：楊子介
- 錄音助理：高琦雅、羅友辰
- 美術總監：蔡佳鴻
- 美術指導：黨照樓
- 美術執行：陳唯嘉
- 道具師：陳晏容
- 現場道具：陳昱慈
- 美術助理：戴立婷、賴綠
- 造型指導：陳姿樺
- 化妝師：蔡詠姵
- 梳妝師：林詩庭
- 服管：鄭婷
- 服裝助理：許立伶
- 梳化助理：王馨瑜
- 場務領班：陳輝弦
- 場務：周瑋哲、劉弘毅、李茂琳
- 場務器材：子洋企業有限公司
- 劇照師：阮冠媖
- 側拍：黃紀凡
- 檔案管理：黃紀凡
- 行政：黃紀芸
- 剪輯師：翁韻如
- 剪輯助理：林芷安、王思婷
- 後製執行：吳霞
- 動畫師：紹晨
- 後期製作：原生數位視覺有限公司
- 調光師：楊儉業
- 聲音後期：瑞音樂有限公司
- 音效指導：余政憲
- 對白處理：方子文、張佑寧
- 配樂編曲：徐儀芳、余政憲
- 音樂效果：吳知穎、林奕辰
- 後期混音：余政憲
- 主視覺設計：張竣凱
- 民視品管中心：邱蘹育、章翰慈、陳銘波、陳韋錚、姚陳昀、李淑芳、沈咏蓉
- 民視行銷：蔡滄波、杜蕙如、陳玲慧、洪雨汝、王智煦、鄧清修、吳政原、李姵瑩、李伊婷、潘怡如、蔡郁庭、徐慈蔓、鄭雅慧、黃韻靜、李清福
- 製作公司：列夫特文化有限公司、民視電視公司
- 冠名贊助
  - 民視無線台：小丑魚吸濕排汗衫（第1集~第3集）

## 收視率
| 集數       | 日期          | 民視無線台收視率 | 備註               |
| 1          | 2021年5月23日 | 0.83             | 每週日晚間十點首播 |
| 2          | 2021年5月30日 | 0.83             |                    |
| 3          | 2021年6月6日  | 0.85             | 最終回             |
| 平均收視率 | 平均收視率    | 0.84             |                    |

1. 同时段或交叉时段主要节目：

- 三立台灣台《超級紅人榜》
- 三立都會台《大老闆聯盟》
- 台視：《戀愛是科學》
- TVBS歡樂台：《火神的眼淚》/《做工的人》

1. 由AC尼爾森調查，調查範圍是四歲以上收看電視之觀眾。
2. 資料來源：台灣-偶像劇場、凱絡媒體週報、AC尼尔森

## 獎項紀錄
| 年度   | 頒獎典禮           | 獎項       | 入圍者 | 結果 | 參    |
| ------ | ------------------ | ---------- | ------ | ---- | ----- |
| 2021年 | 第26屆亞洲電視大獎 | 最佳男主角 | 藍葦華 | 提名 | [ 2 ] |
| 2021年 | 第26屆亞洲電視大獎 | 最佳女主角 | 楚宣   | 提名 | [ 2 ] |
| 2021年 | 第26屆亞洲電視大獎 | 最佳女配角 | 袁艾菲 | 提名 | [ 2 ] |

## 外部連結
- 官方網站-民視 （页面存档备份，存于）
- 民視金鐘幸福好戲的Facebook專頁

## 電視節目的變遷
| 中華民國 民視第一台 週五至週日 22:00 - 23:30 | 中華民國 民視第一台 週五至週日 22:00 - 23:30 | 中華民國 民視第一台 週五至週日 22:00 - 23:30 |
| -------------------------------------------- | -------------------------------------------- | -------------------------------------------- |
|                                              | 日蝕遊戲 （2021年4月23日－2021年4月25日）    |                                              |
| 夜市人生 22:00－23:00                        | 夜市人生 22:00－23:00                        |                                              |

| 中華民國 民視無線台 每週日 22:00 - 23:30 | 中華民國 民視無線台 每週日 22:00 - 23:30                                                            | 中華民國 民視無線台 每週日 22:00 - 23:30 |
| --- | --------------------------------------------------------------------------------------------------- | ---------------------------------------- |
| | 日蝕遊戲 （2021年5月23日－2021年6月6日）                                                            |                                          |
| 黑喵知情 （2020年8月2日－2020年11月1日）我在市場待了一整天（非戲劇） （2020年11月8日－2020年12月27日） 機動搜查隊MIU404 （2021年1月3日－2021年3月14日）我們的愛情不正常 （2021年3月21日－2021年5月16日） | 民視電影院 （每週六至週日） （2021年6月12日－2021年8月1日）無主之子 （2021年8月8日－2021年8月22日） |                                          |